# Helmut Koniarsky
Helmut Koniarsky (* 14. Oktober 1913 in Berlin; † 15. November 1991 in Hamburg) war ein deutscher Bühnenbildner und Maler. Ab 1976 war er Professor an der Hochschule für Musik und Darstellende Kunst in Hamburg.

## Leben

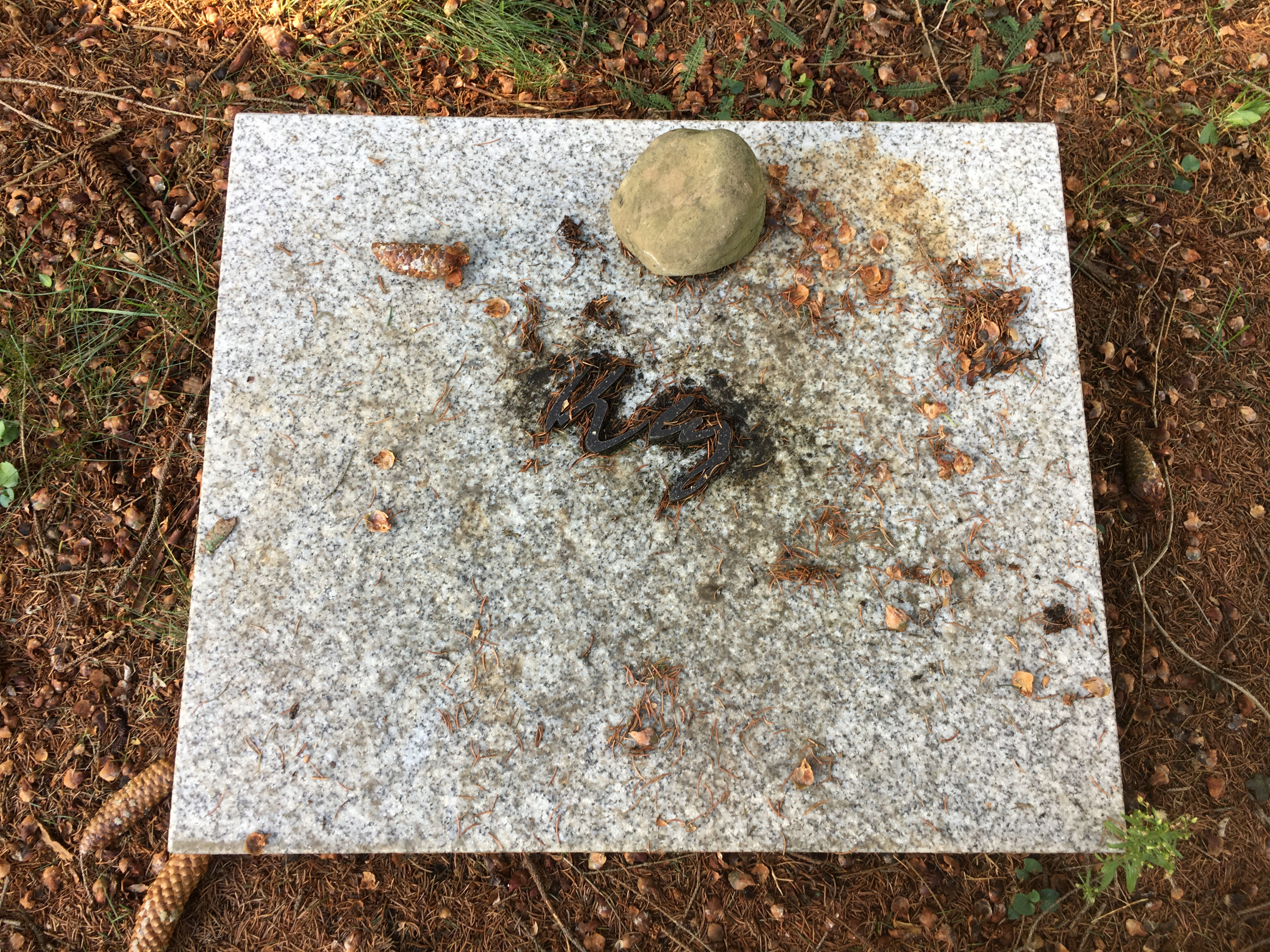
Grabstätte auf dem Friedhof Ohlsdorf

Koniarskys künstlerische Ausbildung erfolgte an der Höheren Graphischen Fachschule Berlin. Von 1933 bis 1935 war er Volontär und Bühnenbildner an den preußischen Staatstheatern unter Rochus Gliese und Traugott Müller. Mit Alfred Noller ging Koniarsky an die Staatsoper nach Hamburg, dann ans deutsche Theater in Oslo. Nach dem Krieg engagierte Ida Ehre ihn als Bühnenbildner der Hamburger Kammerspiele unter anderem für die Uraufführung von Wolfgang Borcherts Draußen vor der Tür.
Die Heirat mit der Tänzerin Otti Tenzel fand 1950 statt. 1955 erhielt Koniarsky ein Engagement an das Württembergische Staatstheater in Stuttgart. Otti Tenzel-Koniarsky wurde als Primaballerina ebenfalls nach Stuttgart berufen.
Ab 1955 arbeitete er als freier Bühnenbildner an allen großen deutschen Bühnen und ab 1957 folgte zunehmend die freie künstlerische Tätigkeit in seinem Atelier in Hamburg.
1962 bekam Koniarsky einen Lehrauftrag und wurde Dozent an der Hochschule für Musik und Darstellende Kunst in Hamburg. 1976 ernannte ihn der Hamburger Senat zum Professor. Eines der letzten Bühnenbilder war für die Inszenierung von „Unter der Treppe“ von Charles Dyer mit Will Quadflieg und Klaus Schwarzkopf zunächst für Berlin, dann für das Deutsche Schauspielhaus in Hamburg. Danach war Koniarsky fast ausschließlich als freier Künstler tätig. Nach einer Krebserkrankung malte er in seinen letzten drei Lebensjahren fast ausschließlich abstrakte farbige Kompositionen.
Seine letzte Ruhestätte erhielt Helmut Koniarsky auf dem Friedhof Ohlsdorf. Sie liegt nördlich von Kapelle 10 im Planquadrat Q 29. 

## Auszeichnung
Am 20. April 1976 erfolgte die Ernennung zum Professor an der Hochschule für Musik und darstellende Kunst durch den Hamburger Senat.

## Ausstellungen
- 1957: Arbeiten aus Spanien Italien Hamburg. Galerie Commeter, Hamburg
- 1963: Ölbilder und Gouachen. Kunstamt Berlin, Rathaus Tempelhof
- 1981: Das malerische Schaffen im Gebäude der Patriotischen Gesellschaft von 1765 Hamburg
- 1993: Der Maler und Bühnenbildner Helmut Koniarsky 1913–1991 anlässlich des 80. Geburtstages. Patriotische Gesellschaft von 1765, Hamburg.